# Gnadomboéni
Gnadomboéni, ou Nyadombweni, ou Ngnadomboéni  en ( Shikomori ) , est un village de l'union des Comores situé au nord-est de l'île autonome de la Grande Comore ou Ngazidja dans le canton de Hamahamet. En 2010, sa population est estimée à 1 218 habitants